# Word of Mouf
Word Of Mouf – drugi album rapera Ludacrisa którego premiera odbyła się 27 listopada 2001 r. Album ten tak jak jego poprzednik zdobył status potrójnej platyny i sprzedał się w 3,616,000 kopii – stan na lipiec 2009 r.

## Single
1. „Area Codes” – pierwszy singiel nagrany wspólnie z Nate Doggiem, wydano go 3 lipca 2001. Uplasował się na 24. pozycji listy Billboard Hot 100 oraz na 7. miejscu Billboard Hot Rap Tracks.
2. „Rollout (My Business)” – drugi singiel z albumu wyprodukowany przez Timbalanda zajął pozycje tylko na amerykańskich listach Billboard na 17. miejscu Billboard Hot 100, 20. na Hot Rap Tracks oraz 7. miejsce na R&B/Hip-Hop Singeles. Premiera 16 października 2001.
3. Saturday (Oooh! Oooh!) – trzeci singiel z albumu nagrany z wokalistą R&B Sleepy Brownem wydany 11 grudnia 2001. Pozycje na listach: #22 Billboard Hot 100, #31 UK Singles Chart, #7 Billboard Hot R&B/Hip Hop Songs, #10 Billboard Hot Rap Tracks.
4. Welcome To Atlanta – czwarty singiel nagrany z raperem/producentem Jermaine Duprim na którego albumie również się znalazł utwór Instructions. Wydany na początku 2002 r. Pozycje na listach: #35 Billboard Hot 100, #15 Billboard Hot R&B/Hip Hop Singles & Tracks, #3 Billboard Hot Rap Tracks.
5. Move Bitch – piąty i finalny singiel z albumu. Wydany 21 maja 2002, nagrany wspólnie z Mystikalem i I-20. Ocenzurowaną wersję utworu wykorzystano w filmie Hancock. Pozycje na listach: #10 Billboard Hot 100, #3 Billboard R&B/Hip Hop Songs, #3 Billboard Rhytmic Top 40, #3 Billboard Hot Rap Singles.

## Lista utworów
| #  | Tytuł                                  | Producent       | Gościnnie                        | Czas  |
| -- | -------------------------------------- | --------------- | -------------------------------- | ----- |
| 1  | „Coming 2 America"                     | Bangladesh      |                                  | 4:23  |
| 2  | „Rollout (My Business)”                | Timbaland       |                                  | 4:58  |
| 3  | „Go 2 Sleep"                           | Bangladesh      | I-20, Fate Wilson, Three 6 Mafia | 5:12  |
| 4  | „Cry Babies (Oh No)”                   | Swizz Beatz     |                                  | 5:58  |
| 5  | „She Said"                             | Organized Noise | Fate Wilson                      | 4:35  |
| 6  | „Howhere (Skit)”                       | I-20 & Ludacris |                                  | 1:13  |
| 7  | „Area Codes"                           | Jazze Pha       | Nate Dogg                        | 5:03  |
| 8  | „Growing Pains"                        | P. King         | Fate Wilson & Keon Bryce         | 4:51  |
| 9  | „Greatest Hits (Skit)”                 | Mike Johnson    |                                  | 1:18  |
| 10 | „Move Bitch”                           | Mystikal & I-20 |                                  | 4:30  |
| 11 | „Stop Lying (Skit)”                    |                 | I-20                             | 1:38  |
| 12 | „Saturday (Oooh Oooh!)”                | Organized Noise | Sleepy Brown                     | 3:52  |
| 13 | „Keep It on the Hush"                  | Jazze Pha       |                                  | 4:48  |
| 14 | „Word of Mouf (Freestyle)”             | Chaka Zulu      | 4-Ize                            | 2:13  |
| 15 | „Get the Fuck Back"                    | Bangladesh      | Shawnna, I-20 & Fate Wilson      | 5:21  |
| 16 | „Freaky Thangs"                        | Bangladesh      | Twista Jagged Edge               | 5:34  |
| 17 | „Cold Outside"                         | Jook            | CHimere                          | 6:05  |
| 18 | „Block LockDown”                       | Bangladesh      | I-20                             | 7:48* |
| 19 | „Welcome to Atlanta” (utwór dodatkowy) | Jermaine Dupri  | Jermaine Dupri                   | 4:25* |